# Wolio
Wolio ist eine auf der Insel Buton in Südostsulawesi gesprochene Sprache. Sie gehört zu den malayo-polynesischen Sprachen innerhalb der austronesischen Sprachen.
Wolio war auch die Handels- und Hofsprache im Sultanat Buton. Heute ist es eine offizielle Regionalsprache. Straßenschilder in Wolio werden in Arabischer Schrift geschrieben. Wolio wurde deshalb als Schriftsprache vom nahe verwandten lateinisch geschriebenen Cia-Cia verdrängt, da indonesisch heute in den Schulen mit der lateinischen Schrift gelehrt wird.